# Mainburg
Mainburg is een gemeente in de Duitse deelstaat Beieren, gelegen in het Landkreis Kelheim. De stad telt 15.106 inwoners. Een plaats in de gemeente is Ebrantshausen.

## Geografie
Mainburg heeft een oppervlakte van 61,65 km² en ligt in het zuiden van Duitsland.

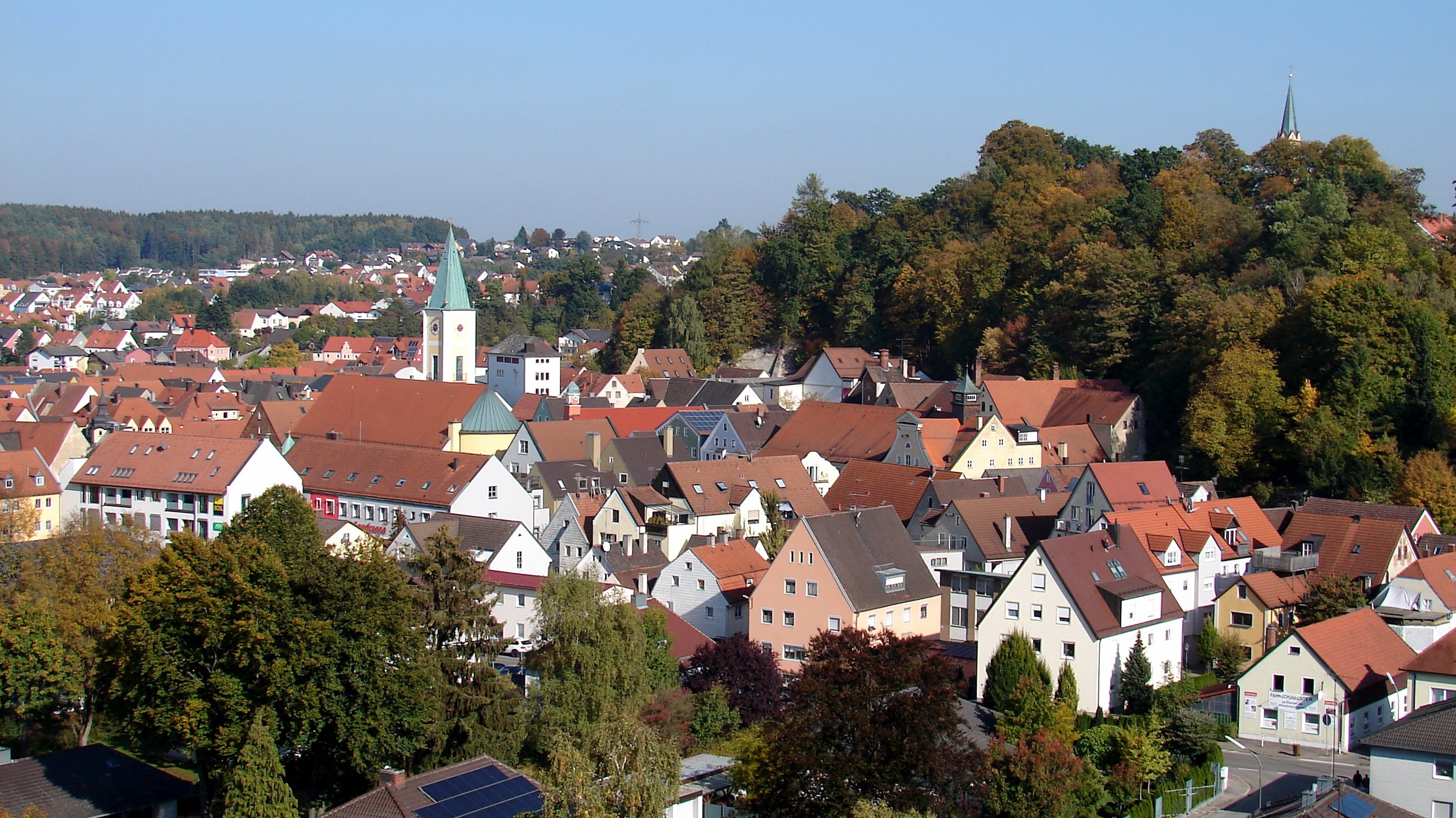
Oude Stad van Mainburg

Abensberg ·
Aiglsbach ·
Attenhofen ·
Bad Abbach ·
Biburg ·
Elsendorf ·
Essing ·
Ihrlerstein ·
Hausen ·
Herrngiersdorf ·
Kelheim (stad) ·
Kirchdorf ·
Langquaid ·
Mainburg ·
Neustadt an der Donau ·
Painten ·
Riedenburg ·
Rohr in Niederbayern ·
Saal an der Donau ·
Siegenburg ·
Teugn ·
Train ·
Volkenschwand ·
Wildenberg